# Amarante do Maranhão
Amarante do Maranhão – miasto i gmina w Brazylii, w Regionie Północno-Wschodnim, w stanie Maranhão. 
Znajduje się 71 km na północny zachód od Grajaú. Ma powierzchnię 7438,217 km². Według danych ze spisu ludności w 2010 roku gmina liczyła 37 932 mieszkańców, a gęstość zaludnienia wynosiła 5,1 osób/km². Dane szacunkowe z 2019 roku podają liczbę 41 435 mieszkańców. 
W 2017 roku produkt krajowy brutto per capita wyniósł 6666,52 reali brazylijskich.
Gminę utworzono w 1953 roku, wcześniej tereny te administracyjnie były przynależne do gminy Grajaú.